# روبرت هوغن
روبرت هوغن (بالإنجليزية: Robert Hogan)‏ هو عالم نفس أمريكي، ولد في 1937 في لوس أنجلوس في الولايات المتحدة.